# Sa Sol
Sa Sol (사솔; * 21. března 1994 Čchongdžu) je jihokorejská reprezentantka ve sportovním lezení, vicemistryně světa v kombinaci, vicemistryně Asie v boulderingu, juniorská mistryně Asie v lezení na obtížnost a rychlost.

## Výkony a ocenění
- 2012: juniorská mistryně Asie
- 2014: vicemistryně Asie
- 2018: vicemistryně světa a Asie, stříbro na Asijských hrách

### Závodní výsledky
| Mistrovství světa | Mistrovství světa |
| Rok               | 2018              |
| ----------------- | ----------------- |
| Obtížnost         | 17                |
| Rychlost          | 31                |
| Bouldering        | 8                 |
| Kombinace         | 2                 |

| Světový pohár | Světový pohár | Světový pohár        | Světový pohár | Světový pohár | Světový pohár   | Světový pohár  | Světový pohár      | Světový pohár         | Světový pohár     |
| Rok           | 2010          | 2011                 | 2012          | 2013          | 2014            | 2015           | 2016               | 2017                  | 2018              |
| ------------- | ------------- | -------------------- | ------------- | ------------- | --------------- | -------------- | ------------------ | --------------------- | ----------------- |
| Obtížnost     | x             | x                    | x             | x             | x               | —              | —                  | 73                    | —                 |
| jednotlivě*   | ,17,          | ,17,19,13, 27,19,20, | ,27,          | ,12, 17,30,   | ,15,            | —              | —                  | ,28,                  | —                 |
|               |               |                      |               |               |                 |                |                    |                       |                   |
| Bouldering    | —             | 39                   | 36-37         | 32            | 14              | 7              | 10                 | 12                    | 12                |
| jednotlivě*   | —             | ,20, 15,31,          | ,15,          | ,21, 21,13,   | ,10,9, 23,9,20, | ,8,7,6, 20,18, | ,18,7,5, 16,18,13, | ,19,17,8, 14,17,13,9, | -,8,16, 14,-,7,12 |
|               |               |                      |               |               |                 |                |                    |                       |                   |
| Kombinace     | —             | x                    | x             | x             | x               | —              | —                  | x                     | —                 |

* poznámka: nalevo jsou poslední závody v roce
| Asijské hry | Asijské hry |
| Rok         | 2018        |
| ----------- | ----------- |
| Obtížnost   | (3)         |
| Rychlost    | 8 / (1)     |
| Bouldering  | (4)         |
| Kombinace   | 2           |

| Mistrovství Asie | Mistrovství Asie | Mistrovství Asie | Mistrovství Asie |
| Rok              | 2012             | 2015             | 2018             |
| ---------------- | ---------------- | ---------------- | ---------------- |
| Obtížnost        |                  | —                | 6                |
| Rychlost         |                  | —                | 14               |
| Bouldering       | 2                | 4                | 9                |
| Kombinace        | —                | —                |                  |

| Mistrovství světa juniorů | Mistrovství světa juniorů | Mistrovství světa juniorů | Mistrovství světa juniorů | Mistrovství světa juniorů | Mistrovství světa juniorů |
| Rok                       | 2009 kat. B               | 2010 kat. A               | 2011 kat. A               | 2012 juniorky             | 2013 juniorky             |
| ------------------------- | ------------------------- | ------------------------- | ------------------------- | ------------------------- | ------------------------- |
| Obtížnost                 | 15                        | 4                         | 4                         | 14                        | 4                         |
| Rychlost                  | —                         | —                         | —                         | 4                         | —                         |

| Mistrovství Asie juniorů | Mistrovství Asie juniorů |
| Rok                      | 2012 juniorky            |
| ------------------------ | ------------------------ |
| Obtížnost                | 1                        |
| Rychlost                 | 1                        |